# Eleocharis mamillata
Eleocharis mamillata là loài thực vật có hoa trong họ Cói. Loài này được (H.Lindb.) H.Lindb. mô tả khoa học đầu tiên năm 1902.